# نیکولا دال بوسکو
نیکولا دال بوسکو (انگلیسی: Nicola Dal Bosco؛ زادهٔ ۱ مهٔ ۱۹۸۷) بازیکن فوتبال اهل ایتالیا است.
از باشگاه‌هایی که در آن بازی کرده‌است می‌توان به باشگاه فوتبال ویچنزا و باشگاه فوتبال آ. ث. لومتزانه اشاره کرد.